# Peter Wohlleben
Œuvres principales
La Vie secrète des arbres (2015)
Peter Wohlleben [ˈpeːtɐ ˈvoːlˌleːbn̩] est un ingénieur forestier et écrivain allemand né en 1964 à Bonn. Il est connu notamment pour son ouvrage Das geheime Leben der Bäume (2015), traduit en français par La Vie secrète des arbres.

## Biographie
Peter Wohlleben est né en 1964 à Bonn, capitale de l’Allemagne de l’Ouest, où il passe les premières années de son enfance. Son père travaillait au ministère fédéral des Finances. À l'âge de cinq ans, la famille déménage à Sinzig. À la maison, où vivent ses trois frères et sœurs, il s’intéresse à la nature, et élève des grenouilles, des tortues et des salamandres.
Au lycée Rhein-Gymnasium (de), une génération de jeunes enseignants de gauche dressent un portrait désastreux de l'avenir écologique du monde et il décide que ce sera son but que de protéger la nature[réf. nécessaire]. 
En 1983, après ses études secondaires au collège et au lycée, Wohlleben veut d’abord étudier la biologie. Au lieu de cela, sur les conseils de sa mère, il s’oriente vers la Landesforstverwaltung  (« Administration forestière régionale ») de la Rhénanie-Palatinat qui l'emploie comme inspecteur forestier (Forstinspektor). Il fait ses études à l’université des sciences forestières de Rottenburg (de). Beaucoup de ses professeurs à Rottenburg enseignent ce qu'ils ont appris en tant qu'étudiants. « J'ai été rationalisé à l'université sur l'économie des plantations », explique Wohlleben. Il obtient son diplôme de Forstingenieur  (« ingénieur forestier »).
Après sa titularisation, en 1987, comme fonctionnaire de l’office forestier de Rhénanie-Palatinat, Wohlleben travaille durant cinq ans comme Büroleiter (« directeur ») d’un bureau forestier.
En 1991, il obtient enfin son premier travail comme forestier de terrain sur la communauté de Hümmel dans la région des collines de l'Eifel, à environ une heure de Cologne. Peter Wohlleben, sa femme Miriam et leur fille de six semaines aménagent à Hümmel dans un pavillon datant des années 1930 avec jardin où ils cultivent du seigle pour faire leur pain et élèvent poulets et chèvres, pour les œufs et le lait.
A mesure qu'il se familiarise avec la gestion conventionnelle des forêts qu'il supervise, il est désenchanté à cause des dégâts causés par les techniques et technologies qu'il est censé employer, notamment les coupes rases d’arbres matures et l'utilisation de produits chimiques phytosanitaires.
A la recherche d’autres modèles de sylviculture, il se rend à Couvet dans le Jura suisse, où dès 1890, le forestier Henri Biolley a expérimenté une méthode de conduite en futaie jardinée.
En 2002, il réserve une section de la forêt pour y installer un « cimetière forestier » (RuheForst Hümmel : la « Forêt de la Paix » d'Hümmel)  où les gens peuvent déposer les urnes funéraires de leur défunt incinéré sous de vieux arbres âgés, portant une plaque au nom de la personne. Plus de 1000 urnes sont installées dans 14 hectares de bois. Ce projet est un succès financier. Ses patrons sont mécontents de ses activités peu orthodoxes, et lui refusent par exemple le remplacement des lourdes machines d’exploitation forestières, endommageant les sols, par des chevaux.
Après des années d’opposition avec sa hiérarchie, en septembre 2006, il décide de démissionner de l’Office régional forestier de Rhénanie-Palatinat. Marié et père de deux enfants, il renonce ainsi à la sécurité de l’emploi de fonctionnaire allemand, convaincu qu’il ne peut pas appliquer la gestion forestière productiviste, exigée par ses supérieurs, toute sa vie. La famille envisage dans un premier temps d’émigrer en Suède. 
Au même moment, la municipalité de Hümmel, acquise aux idées développées par Wohlleben met fin au contrat de gestion avec l’Office régional forestier et l’embauche en direct. La commune se constitue en Forstbetrieb (« entreprise forestière »).
À partir de ce moment, le débardage des bois se fait avec des chevaux, l’utilisation de produits chimiques en forêt est bannie, et une sylviculture proche de la Nature (en) est mise en place. En deux ans, la forêt qui enregistrait des pertes devient bénéficiaire.
La gestion forestière écologique de la forêt d’Hümmel reçoit la certification forestière Forest Stewardship Council, attestant d’une gestion forestière durable.
Sur les conseils de sa femme, il commence à écrire en 2007, et devient un auteur à succès au cours des années suivantes. En 2009, il fait un burn-out et une maladie cardiaque en 2016, ce qui l’oblige à renoncer à son district forestier.
Il écrit en 2015 La Vie secrète des arbres, best-seller mondial qui lui permet de devenir le forestier le plus célèbre de la planète, et de fonder en 2017 une académie de la forêt, la Wohlleben Waldakademie. Son objet est, entre autres, l'organisation d'événements, de séminaires et de randonnées, la vente de matériel didactique et de documentation technique ainsi que la gestion et la supervision des entreprises forestières.
Il récidive en 2018 en écrivant La Vie secrète des animaux, dans lequel les critiques disent le voir s’extasier « d'évidences grossières en béatitude molle ».
Wohlleben multiplie les activités dans sa forêt : construction de cabanes en rondins, formation à des stages de survie, mais surtout actions pédagogiques pour la jeunesse. Ainsi, des élèves d’écoles primaires effectuent des stages dans la forêt plusieurs fois par an, durant quatre ans, avant d’obtenir un certificat de Junior Förster (« forestier junior »).
La gestion forestière selon le modèle de Hümmel s’est étendue à d’autres communes comme celle de Wershofen et Ohlenhard et couvre désormais 1200 ha. Un deuxième forestier professionnel a été embauché en la personne de la jeune Försterin  (« garde forestière ») Lidwina Hamacher.

## Œuvres

### Ouvrages traduits en français
- L'Horloge de la nature : Prévoir le temps. Comprendre les saisons, les animaux et les plantes [« Kranichflug und Blumenuhr, 2012 »] (trad. Jean Palet), Cesena (Italie), Editions Macro, coll. « Le fil vert », septembre 2017, 210 p. (présentation en ligne, lire en ligne)

- Une petite ferme chez soi, c'est facile ! [« Meine kleine Farm. Anleitung für Selbstversorger, Verlag Eugen Ulmer, Stuttgart, 2015 »], Delachaux et Niestlé, 2017

- La Vie secrète des arbres : Ce qu'ils ressentent. Comment ils communiquent [« Das geheime Leben der Bäume. Was sie fühlen, wie sie kommunizieren - die Entdeckung einer verborgenen Welt, 2015 »] (trad. Corine Tresca), Paris, Les Arènes, septembre 2017, 210 p. (présentation en ligne, lire en ligne)

- La Vie au cœur de la forêt : Ses hôtes, ses secrets, ses fragilités [« Wohllebens Waldführer, 2016 »] (trad. Didier Debord), éditions Trédaniel, octobre 2017, 256 p. (présentation en ligne)

- La Vie secrète des animaux : Amour, deuil, compassion : un monde caché s'ouvre à nous [« Das Seelenleben der Tiere. Liebe, Trauer, Mitgefühl – erstaunliche Einblicke in eine verborgene Welt, 2016 »] (trad. Lise Deschamps), Les Arènes, 11 avril 2018, 278 p. (présentation en ligne)

- Le réseau secret de la nature : De l'influence des arbres sur les nuages et du ver de terre sur le sanglier [«   Das geheime Netzwerk der Natur, 2017 »], Les Arènes, 3 avril 2019, 256 p. (présentation en ligne)
- L’homme et la nature: Comment renouer ce lien secret  [  Das geheime Band zwischen Mensch und Natur, 2020 ] (Traduit de l'allemand par Lise Deschamps)  Les Arènes, 03 juin 2020, 288 p.
- Marcher dans les bois :  le guide amoureux de la forêt (traduit de l'allemand par Hélène Boisson), Les Arènes, 1 avril 2021, 312 p.(site web de l'éditeur [12]) [13]

### Ouvrages non traduits en français
- (de) Wald ohne Hüter : Im Würgegriff von Jagdinteressen und Forstwirtschaft. Ein Förster erzählt [« Forêt sans gardiens: Dans le conflit des intérêts de chasse et de la foresterie. Un forestier raconte »], Sankt Augustin, Adatia, décembre 2007, 131 p. (ISBN 978-3-940461-01-8) Il a expliqué plus tard dans une interview rejeter la chasse comme loisir et l'accepter éventuellement pour la protection de la flore[14].

- (de) Holzrausch. : Der Bioenergieboom und seine Folgen [« Désinformation sur le bois :  Le boom de la bioénergie et ses conséquences »], Sankt Augustin, Adatia, juin 2008, 159 p. (ISBN 978-3-940461-03-2, présentation en ligne) Dans une interview, il met en exergue les dommages du recours au bois-énergie[15]

- (de) Naturschutz ohne Natur : Von den Grenzen der Umweltpolitik [« Conservation de la nature sans nature: des limites de la politique environnementale. »], Berlin, Éditeur Wolf Jobst Siedler, 2009, 149 p. (ISBN 978-3-937989-50-1, présentation en ligne) L'auteur met en évidence l'absence de forêts originelles en Europe [16]

- (de) Der eigene Wald. Privatwald optimal bewirtschaften, Stuttgart, Verlag Eugen Ulmer, 2010 (ISBN 978-3-8001-5902-4)

- (de) Evolution 2.0. Macht und Ohnmacht des Homo sapiens, Berlin, wjs, 2010, 187 p. (ISBN 978-3-937989-64-8)

- (de) Bäume verstehen. Was uns Bäume erzählen, wie wir sie naturgemäß pflegen, Darmstadt, pala, 2011, 192 p. (ISBN 978-3-89566-365-9)

- (de) Kranichflug und Blumenuhr. Naturphänomene im Garten beobachten, verstehen und nutzen, Darmstadt, pala, 2012, 156 p. (ISBN 978-3-89566-310-9)

- (de) Der Wald – ein Nachruf. Wie der Wald funktioniert, warum wir ihn brauchen und wie wir ihn retten können – ein Förster erklärt, Munich, Ludwig, 2013, 255 p. (ISBN 978-3-453-28041-0)

- (de) Mein Wald. Nachhaltig, sanft, wirtschaftlich, Stuttgart, Verlag Eugen Ulmer, 2013, 240 p. (ISBN 978-3-8001-7982-4)

- (de) Die Gefühle der Tiere. Von glücklichen Hühnern, liebenden Ziegen und träumenden Hunden – Ein Plädoyer für Respekt und Achtsamkeit, Darmstadt, pala, 2014, 157 p. (ISBN 978-3-89566-364-2)

- (de) Menschenspuren im Wald. Ein Waldführer der besonderen Art – erkennen, verstehen, einmischen, Darmstadt, pala, 2015, 155 p. (ISBN 978-3-89566-352-9)

- (de) Gebrauchsanweisung für den Wald, Munich, Piper, 2017 (ISBN 978-3-492-27684-9)

- (de) Hörst du, wie die Bäume sprechen ? (ill. Stefanie Reich) (jeunesse), Oetinger, 2017